# Christian Reynoso
Christian Reynoso Torres (Puno, 1978) es un periodista y escritor peruano.Estudió Ciencias de la Comunicación Social en la Universidad Nacional del Altiplano;además posee una maestría  en Literatura Hispanoamericana por la Pontificia Universidad Católica del Perú.
Fue uno de los jóvenes representantes de la nueva lírica puneña de la literatura peruana. Escribe poesía, cuentos, relatos y novelas de ficción.

## Biografía
Nació en Puno, Perú en 1978. Cursó estudios de Ciencias de la Comunicación Social en la Universidad Nacional del Altiplano. Reynoso esboza un perfil del metalero puneño de sus primeros años, situándolos en su mayoría de clase media acomodada y estudiantes de la Universidad Nacional del Altiplano y de la Universidad Andina Néstor Cáceres Velásquez de Juliaca.
Es reconocido junto a varios autores, formados en el periodismo y cuyos primeros trabajos van mostrando exigencia y ambición, señaló la revista española "Literaturas.com", a propósito de la publicación de su primera novela Febrero lujuria (Matalamanga, 2007), la cual recrea a través de la ficción literaria la Festividad de la Virgen de la Candelaria celebrada en la ciudad de Puno.
En el 2013, ha publicado su segunda novela El rumor de las aguas mansas (Peisa, 2013), que revela la compleja realidad del altiplano peruano y es también una conmovedora exploración de los excesos a los que puede conducir la violencia, y del significado que, en contraposición, adquiere la verdad como valor supremo de la sociedad.
También ha publicado el libro de cuentos Los ojos de la culebra (Universidad Nacional del Altiplano, 2013) y los relatos Los testimonios del manto sagrado (2001). Y en el género periodístico, a través de Lago Sagrado editores: Látigo del Altiplano (2002) y El último Laykakota (2008) que retratan las biografías de los personajes puneños: el periodista Samuel Frisancho y el pintor Francisco Montoya. Además, cuentos suyos han sido publicados en revistas literarias y blogs, y forman parte de algunas antologías, entre ellas: “Antología del cuento peruano 2001-2010” de Ricardo González Vigil; “Diez años de literatura puneña 1996-2006” de Jorge Flórez-Aybar; “Antología comentada de la literatura puneña” de Feliciano Padilla.
Escribió las columnas de opinión y crónicas “La Tertulia del Fantasma” y “La Chuspa del Diablo”, en los diarios Los Andes y Correo de Puno. En 2001 y 2003 ganó los Juegos Florales de la Universidad Nacional del Altiplano en el género cuento. En 2007 recibió el Premio Nacional de la Juventud en el área de Periodismo, otorgado por el Ministerio de Educación del Perú.
Actualmente cursa la Maestría en Literatura Hispanoamericana en la Pontificia Universidad Católica del Perú. Vive en Lima desde el año 2008. 

## Obras
- 2001: Los testimonios del manto sagrado (Puno, 2001).
- 2002: Látigo del Altiplano (reportaje, Puno, 2002)
- 2003: La llamada (Puno, 2003)
- 2007: Febrero lujuria (novela, Matalamanga, 2007)[7]
- 2008: El último Laykakota (reportaje, Lago Sagrado, 2008)[8]
- 2013: El rumor de las aguas mansas (novela, Peisa, 2013)[9]
- 2013: Los ojos de la culebra (cuentos, Universidad Nacional del Altiplano, 2013)
- 2021: La tempestad que te desnuda (Peisa, 2021)[9]
- 2021: El arte de Demetrio Peralta. Vanguardia y modernidad (Universidad Ricardo Palma, 2021)[10][11]
- 2024: Levántate y Pelea, Metal en Puno y el sur peruano 1994-2004 (Altazor, 2024)[12]

## Antologías
- 2005: Antología comentada de la literatura puneña de Feliciano Padilla
- 2006: Diez años de literatura puneña 1996-2006 de Jorge Flórez-Aybar
- 2009: Antología del cuento peruano 2001-2010 de Ricardo González Vigil
- 2023: Cordón y rosa. Diez relatos sobre el pisco de José Donayre[7]